# Cor Stoel
Cor Stoel (Zwolle, 7 oktober 1937) is een Nederlands beeldend kunstenaar en dichteres. Zij maakt werk in textiel, tekeningen, schilderijen en schrijft gedichten.

## Leven en werk
Cor Stoel studeerde aan de Gerrit Rietveld Academie (docent Ab Sok) en de Rijksakademie van beeldende kunsten te Amsterdam (docent Willem den Ouden).
Tussen 1970 en 1990 werkte ze voornamelijk met textiel. Na 1990 verschuift de nadruk in het werk van textiel naar tekenen en schilderen. Vanaf 1972 wordt haar werk regelmatig geëxposeerd.
Al haar werk is verhalend. Het sterkst geldt dit voor het textielwerk dat voornamelijk uit reeksen bestaat die tezamen een geheel vormen. De pentekeningen zijn kort neergeschreven verhaaltjes. Ook de schilderijen hebben een verhalend element.
In 2005 won zij de Nijmeegse Literatuurprijs met het verhaal Wandelen. In 2012 verschijnt de bundel gedichten Huizen en Buitenstaanders. 